# Antonio D. Resurrección
Antonio D. Resurrección Gemio (Cádiz, 21 de octubre) es un artista plástico, diseñador, escritor, profesor, músico y dj. que centra su trabajo en series de marcado carácter conceptual, en donde se dan cita fotografía, vídeo, música, escultura, intervenciones espaciales que tienen como propósito dar una dimensión más plural del discurso planteado. 
Estos proyectos destacan por la elaborada argumentación que interrelaciona las series (núcleo fundamental de su trabajo), dignos herederos de las estrategias artísticas que se desarrollaron en los años sesenta y setenta, enmarcados bajo el signo de lo antivisual como actitud ética y la "no-fotografía" como postura estética, con la problemática sentimental de telón de fondo.

## Trayectoria

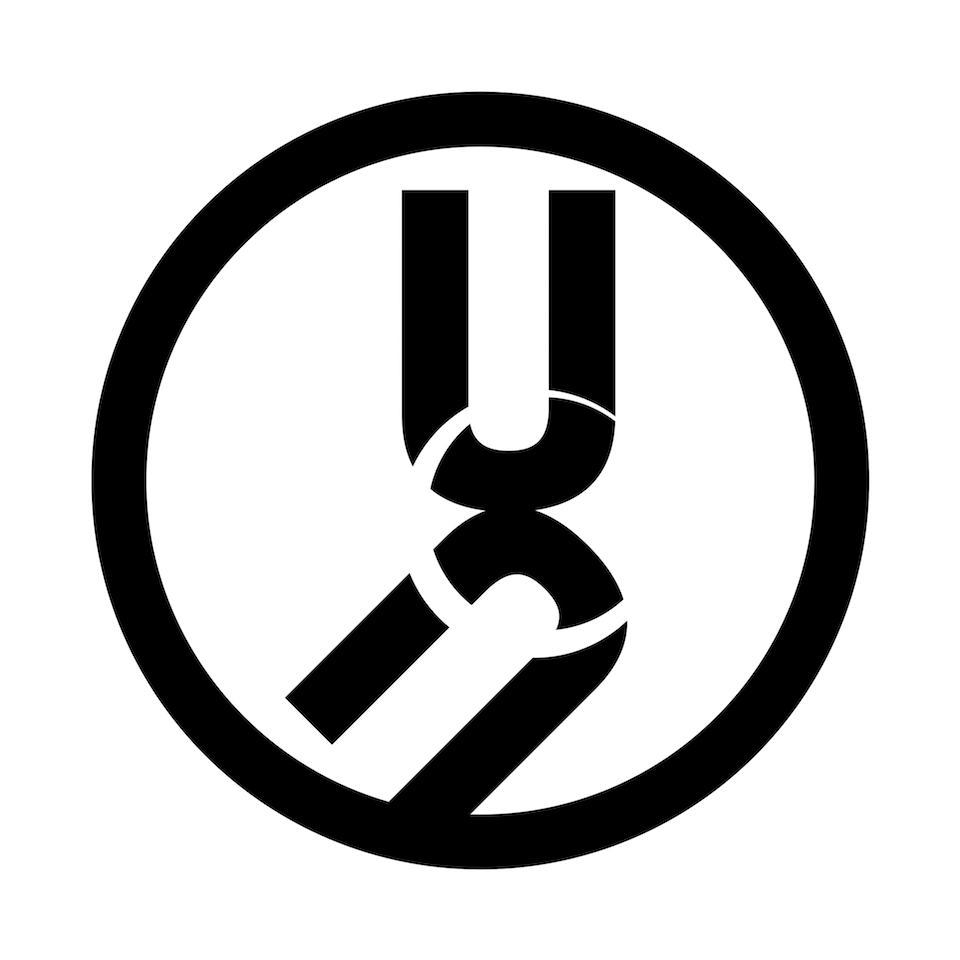
Unheimlich Records. 2018

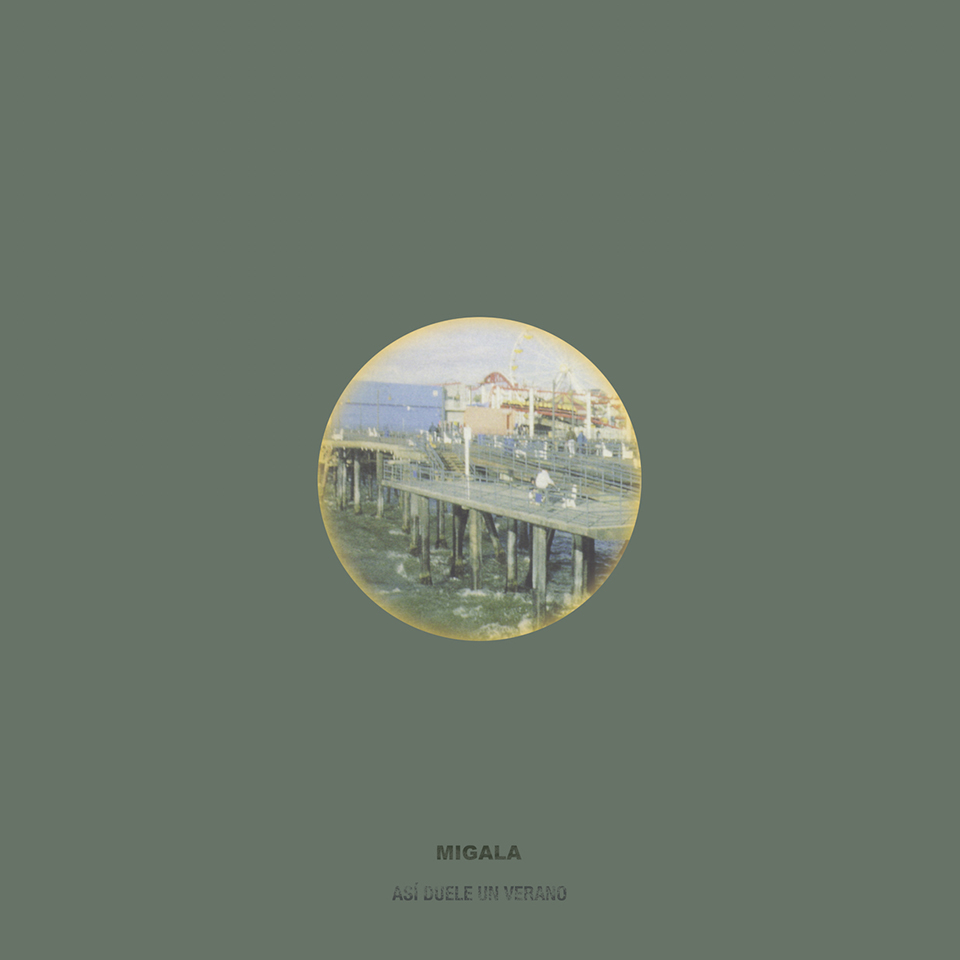
Migala. "Así duele un verano". Acuarela. LP edición. 2019

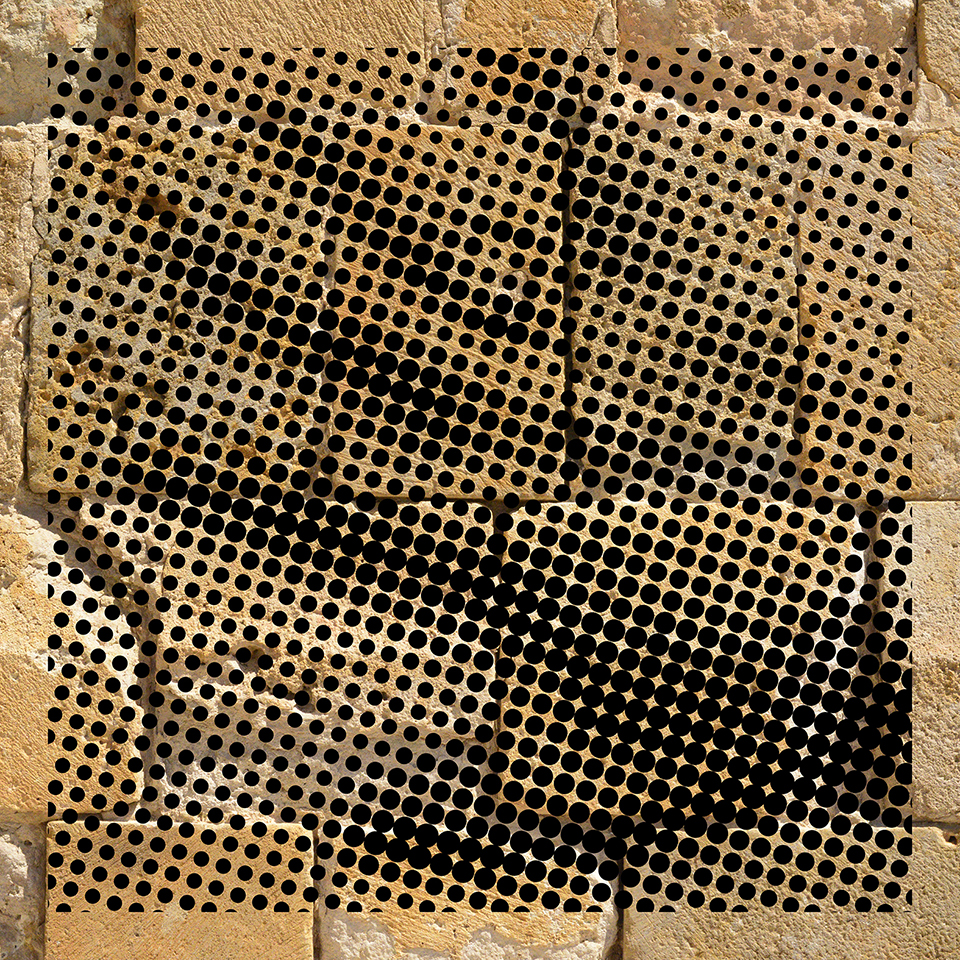
"T_st_m_n__ #5”. 40 X 40 cm. Fotografía. 2019

Su trayectoria profesional comienza con su primera exposición individual, "Tormenta de arena" en la galería Cavecanem de Sevilla. Desde entonces ha presentado exclusivas en diversas galerías profesionales: galería Arte 21 (Córdoba), galería Carmen Carmona (Sevilla), Cavecanem (Sevilla), Magda Belloti (Algeciras), Ramón Puyol (Algeciras), Sala de eStar (Sevilla); y en espacios expositivos: La Caja Habitada (Sevilla), El Camarote (Ciudad Real), Centro Cultural Recoleta (Buenos Aires), Centro Andaluz de Arte Contemporáneo. Templete de Santa Justa y Rufina (Sevilla), Museo Provincial de Huelva (Huelva).
Cabe resaltar sus participaciones colectivas en exposiciones como las de la galería Casaborne (Antequera); Bancaja, Instituto Valenciano de Arte Moderno, IVAM (Valencia); revista Ramona, Museo de Arte Latinoamericano de Buenos Aires, Malba (Buenos Aires); Periférica, Centro Cultural Borges de Buenos Aires; Caja Madrid (Madrid); en varias ediciones de ARCO, Galería Cavecanem (Madrid). También sus proyectos individuales con dimensión colectiva: "La sombra arrojada" en ARCO (Madrid), o "Transatlántica 9669" en la Sala de eStar (Sevilla) y en la galería 713 (Buenos Aires).
Su obra se encuentra en colecciones privadas como las de Francisco Palma (Málaga), Pérez-Companc (Argentina-Brasil), Luis Carda (Castellón), Luis Melgar (Madrid) y colecciones públicas, como la de la Diputación de Huelva, Consejería de Cultura, Consejería de Educación de la Junta de Andalucía, habiendo obtenido la beca Daniel Vázquez-Díaz y las Ayudas a la Creación Artística Contemporánea de la Consejería de Cultura de la Junta de Andalucía, Iniciarte, en el 2004, 2006 y 2008.
Entre otros trabajos, destaca su incursión en el mundo editorial con la dirección artística de la e-vista experimental digital de arte contemporáneo "e-vista FIN".
Así mismo, sus producciones en comunicación audiovisual, bajo el nombre de La caja del diablo, se materializan en imagen gráfica, publicidad y logotipos. Toma especial relevancia el diseño y maquetación de discos, en colaboración con sellos independientes: Acuarela, Astro, Liliput, Ovni Records, para bandas nacionales como Migala, Manta Ray, Sr. Chinarro, Sick Buzos, Salieri, Los Rosarios, Lentejas los viernes, Emak Bakia, El hombre burbuja y, también, formaciones internacionales del calibre de Will Oldham, Dominique A o Hefner. 
Al albur de su vocación multidisciplinar, ha participado en el colectivo iconoclasta Out-Ziders y en el grupo de acción musical experimental LabLøøp, comandado por Andrews Wax (Mar otra vez).
En 2018 se ha encargado de la producción visual para el proyecto teatral "Hipóstasis I. Parákletos", de Abel Hernández (El hijo, Migala), con la colaboración sonora de la artista Lucrecia Dalt, el músico David T. Ginzo (TUYA) y el escenógrafo Xose Saqués. En este mismo año ha inaugurado el sello discográfico Unheimlich Records, donde publica piezas musicales de corte experimental bajo el nombre de Nonsense, además de complementos sonoros a sus producciones videográficas.

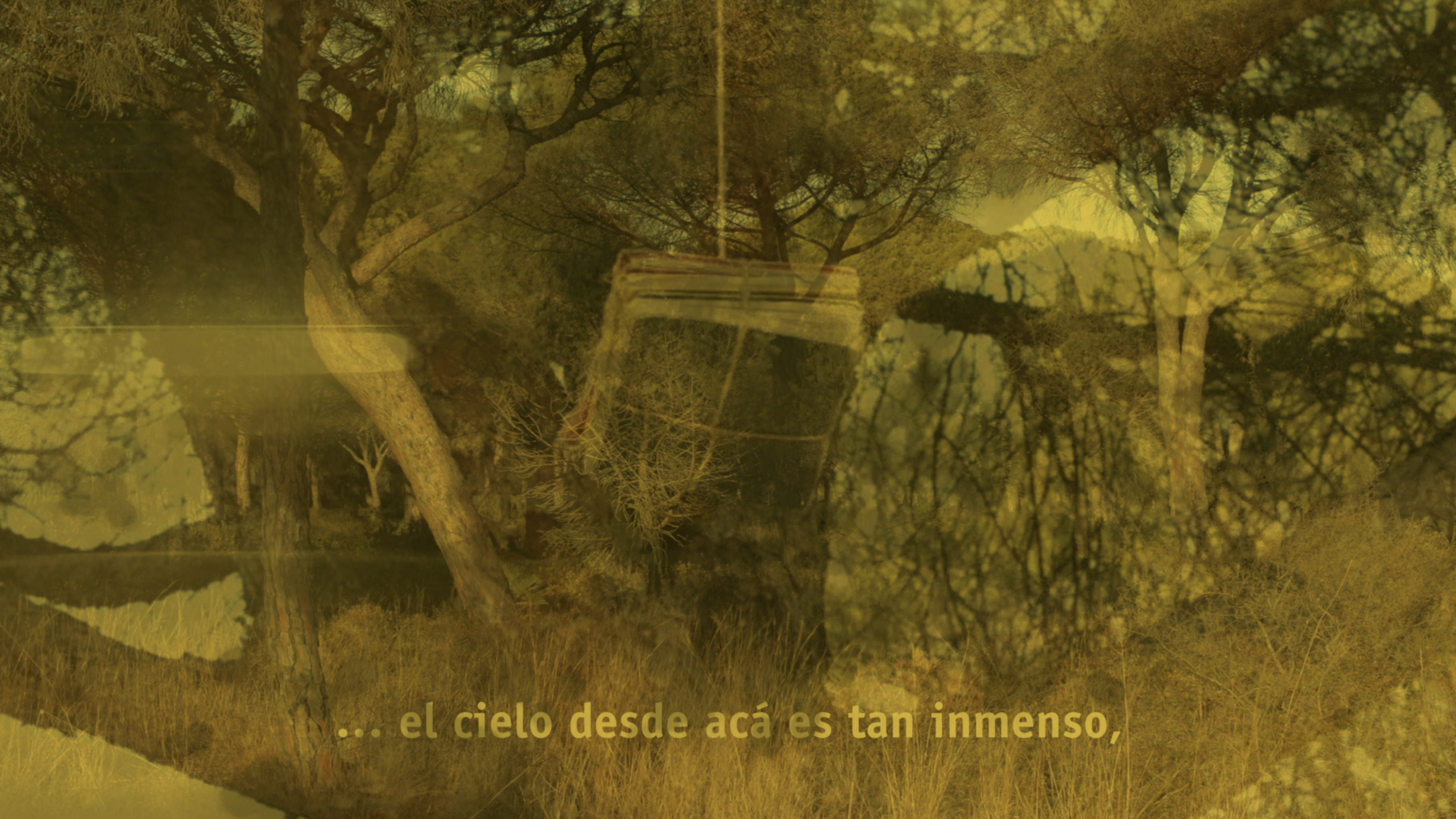
“La telaraña”. 4’05”02 minutos. Vídeo-color. 2007/22

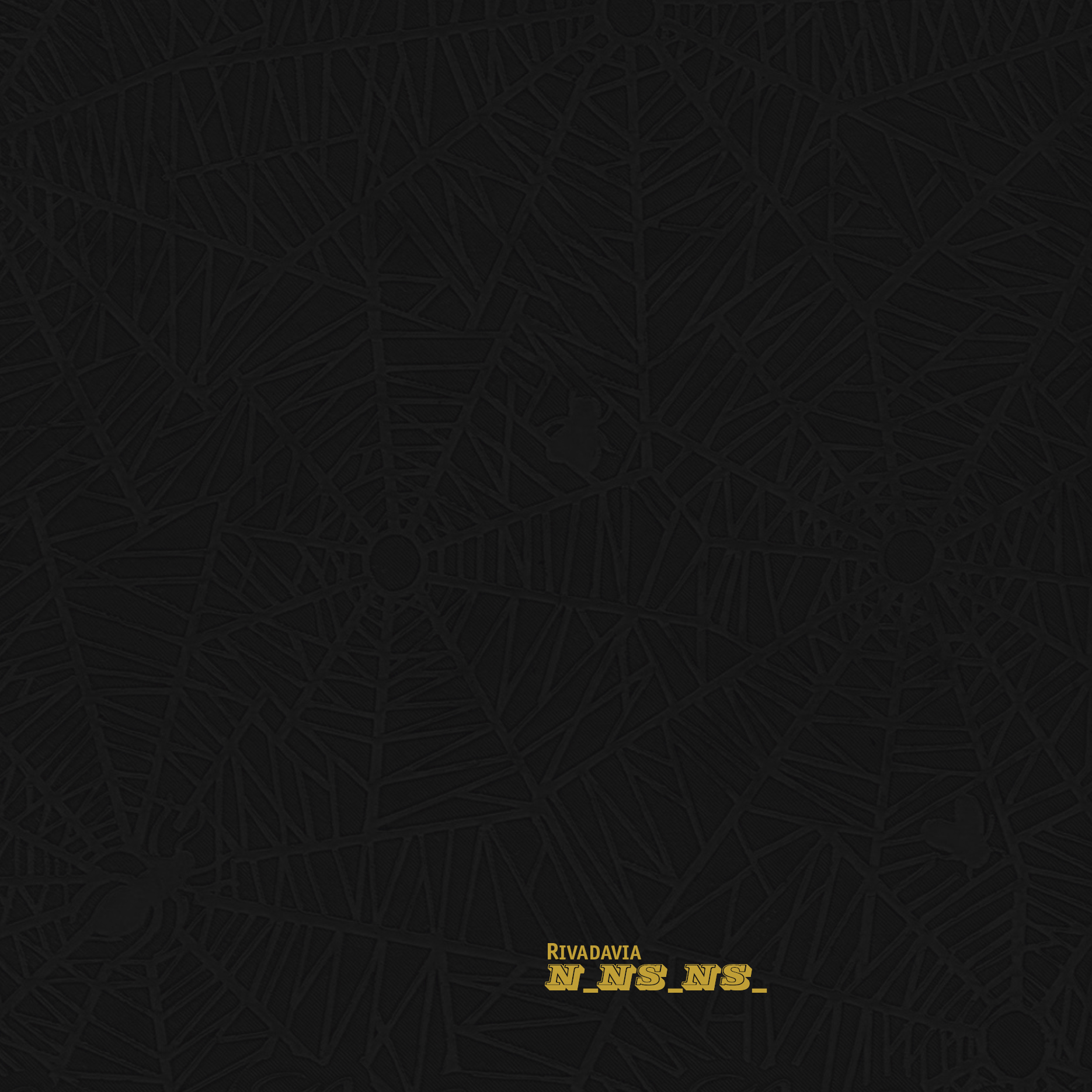
“Rivadavia”. Nonsense. 2019/22